# Gagrellinae
Os Gagrellinae constituem uma subfamília de opiliões.